# Spettro (DC Comics)
Lo Spettro (Spectre) è un personaggio dei fumetti statunitensi pubblicati da DC Comics. Ideato da Jerry Siegel e Bernard Baily nel 1940, in piena golden age, fa il suo esordio su More Fun Comics n. 52, per poi entrare nella JSA sulle pagine di All Star Comics, mentre in Italia fa la sua prima apparizione sulle pagine della Collezione Uomo d'Acciaio, nel n. 16.
Lo Spettro è un essere divino dotato di poteri inquantificabili e pressoché illimitati tali da avvicinarsi di parecchio a quelli di Michael Demiurgos e Lucifer Morningstar. Dunque, è l’essere più potente di tutto l’Universo DC, risultando inferiore solo a questi ultimi, a Elaine Belloc e alla Presenza. Il suo più grande potere è quello di togliere definitivamente i poteri a qualsiasi essere esistente, a parte alla Presenza che gli fornisce tale potere, e donarli a qualche fortunatissimo eletto o distruggerli e farli perdere nell'oblio. Tale potere lo colloca al secondo posto come supereroe/criminale della DC Comics.

## Jim Corrigan
Il primo a indossare il manto dello Spettro è Jim Corrigan. Detective morto in azione, Corrigan risorge e ha una seconda possibilità come rappresentante dell'ira divina, una sorta di giudice in Terra che decreta se l'anima di un mortale deve ancora vivere oppure è già tanto malvagia da meritare le fiamme dell'inferno per il resto dell'eternità. In un certo senso, quindi, non era proprio un "eroe" nel senso stretto della parola, ma piuttosto un vendicatore senza scrupoli, che non ha nessun problema ad uccidere i malvagi.
La costruzione del personaggio, nel corso degli anni, lo rende praticamente onnipotente, in grado di cambiare lo stesso aspetto della realtà. Certo questo non è un gran problema durante la Golden Age, ma quando il mercato fumettistico statunitense entra in un lungo periodo di crisi (anni '50), inevitabilmente anche lo Spettro viene gradatamente dimenticato.
Ritorna, sempre come Jim Corrigan, durante la Silver Age, questa volta sulle pagine di Adventure Comics. La sua onnipotenza non sembra un eccessivo ostacolo per l'utilizzo del personaggio; al contrario viene esaltato il suo aspetto di entità semidivina, di rappresentante stesso di Dio tra i mortali. Sarà, inoltre, fondamentale il suo apporto per la vittoria finale contro l'Anti-Monitor durante la maxi-serie Crisi sulle Terre infinite.
Negli anni settanta lo Spettro rivive sulle pagine di Adventure Comics. Questa serie, scritta da Michael Fleisher e disegnata da Jim Aparo, fu nota per le descrizioni particolarmente cruente delle punizioni, spesso dettate dalla legge del contrappasso nei confronti dei criminali. Essi, infatti, venivano ad esempio trasformati in cera, oppure in legno e poi gettati su una sega di una segheria industriale, o ancora in vetro e lasciati cadere così da infrangersi. Ma, nella pagina dei lettori, alcuni fan si lamentarono di ciò e nel n. 435 Fleisher, non si sa se in risposta alle lamentele o perché già previsto in precedenza, introdusse un personaggio che condivideva le idee dei fan, un reporter di nome Earl Crawford. La serie fu cancellata nonostante esistessero dei testi già pronti. Diversi anni dopo, nel 1988, questi capitoli mancanti furono disegnati da Jim Aparo e pubblicati nella miniserie The Wrath of the Spectre.
Crisis, in un certo senso, è un'occasione importante, che il personaggio non si lascia scappare: grazie a questa sorta di nuovo inizio, sul finire del 1992 fa il suo esordio con la sua terza serie regolare (la prima, in era silver, del 1967, la seconda del 1987), scritta da John Ostrander e disegnata da Tom Mandrake, che realizzano un prodotto di grande qualità, tanto che la DC Comics, nonostante le scarse vendite, decide di chiudere la serie al 63° numero, cioè solo con la conclusione della storia così come programmata dai due cartoonist.

## Il giorno del giudizio
La Terra, quindi, dopo secoli, non ha più un rappresentante dell'Ira Divina e il manto dello Spettro è libero per chiunque abbia l'audacia di conquistarlo. Ci provano in due: Neron, un principe-demone dell'inferno, e Asmodel, un angelo rinnegato che già in un'occasione aveva cercato di conquistare il paradiso.
Su queste premesse Geoff Johns coadiuvato ai disegni da Matt Smith (matite) e Steve Mitchell (chine), scrive il crossover Il giorno del giudizio, una sfida di magia in cui JLA e JSA si uniscono insieme a tutto il resto degli eroi DC Comics per fronteggiare lo Spettro/Asmodel che, con le schiere infernali, invade la Terra. Gli eroi si dividono in due gruppi: uno va all'inferno per riaccenderlo, l'altro va prima nel paradiso per convincere Corrigan a riprendere il manto dello Spettro, quindi nel purgatorio, dove la scelta cade su Hal Jordan, che così entra anche lui sulla scacchiera.
Dalla sfida tra lui, Asmodel e Neron, vince proprio l'ex-Lanterna Verde, scelto dall'Ira Divina dopo aver sondato il cuore dei tre contendenti: Hal Jordan, così, ha una seconda possibilità per farsi perdonare i suoi peccati, dopo aver sacrificato la vita stessa per salvare la Terra durante L'ultima notte.

## Hal Jordan
Hal Jordan, la seconda Lanterna Verde della Terra, aveva ricevuto l'anello da Abin Sur, morente. Aveva quindi scalato le vette diventando la Lanterna Verde più amata, fino a che, con la distruzione di Coast City, Jordan impazzisce, polverizzando, letteralmente, l'intero Corpo delle Lanterne Verdi. Quindi ritorna, con il nome di Parallax, più potente che mai, per provare a ridare un nuovo inizio all'universo, dando origine all'evento denominato Ora zero. In questo caso è Oliver Queen, il suo più grande amico, a fermarlo, ma Jordan ritorna, questa volta per salvare la Terra e dare la sua energia al Sole, che si era spento.
Come Spettro, Jordan inizia un po' stentatamente, prima incontrando la JLA, portandola addirittura nel cuore stesso del Joker, quindi le sue avventure proseguono con la seconda serie dedicata allo Spettro (2001). Scritta da J.M. DeMatteis, l'autore del suo "primo" incontro con la Justice League, e disegnata da Ryan Sook, la serie è un'esplorazione del cuore di Jordan e dell'uomo in genere, un tentativo di Jordan di superare il suo passato di Lanterna Verde e di entrare nel mondo mistico dello Spettro. Deve superare le diffidenze di Batman e ripagare la fiducia di Superman, e questo è certamente difficile, soprattutto dopo che, come Parallax, aveva resuscitato l'amico Oliver, come ci ha raccontato Kevin Smith nei primi numeri della sua gestione di Freccia Verde e ancor più dopo che aveva convinto l'anima di Oliver a tornare in questo corpo, per salvare il figlio Connor.
Infine, nella storia Legacy di Joe Kelly, Brent Anderson e Bill Sienkiewicz, aiuta l'amico Tom Kalmaku a fare pace con sé stesso e con l'eredità di Jordan come Lanterna Verde, ponendo le basi per la rinascita del corpo.
In Lanterna Verde: Rinascita lo Spettro abbandona definitivamente l'anima di Jordan, annunciando che troverà qualcun altro dotato di un altro desiderio di vendetta.
Lo Spettro è apparso in Crisi infinita, dove è stato legato a un nuovo ospite. Ha inoltre ucciso la quarta Star Sapphire, Deborah Camille Darnell.

## Edizioni in italiano
- Della sua serie del 1992, con autori Ostrander e Mandrake, vengono pubblicati solo i primi 4 numeri (in DC Collection n. 17 e n. 18, editi dalla Play Press Publishing, che ne ha detenuto i diritti fino all'estate 2006).
- La serie del 2001 con Hal Jordan protagonista è stata pubblicata in volumi distribuiti nel solo circuito delle fumetterie.
- Nel 2008 sono stati pubblicati alcuni volumi per i tipi della Planeta DeAgostini, tra cui la serie completa di Ostrander e Mandrake (in Universo DC: Spettro), The Wrath of the Spectre del 1974 di Fleisher e Aparo (ne L'ira dello Spettro), Tales of the unexpected featuring The Spectre del 2007 con Infinite Crisis Aftermath: The Spectre del 2006 (in Tales of the unexpected: Spettro).